# Karviná – rybníky
Karviná – rybníky este o arie protejată (arie specială de conservare — SAC, sit de importanță comunitară — SCI) din Republica Cehă întinsă pe o suprafață de 9,83 ha, integral pe uscat.

## Localizare
Centrul sitului Karviná - rybníky este situat la coordonatele 49°52′35″N 18°30′23″E / 49.876389°N 18.506389°E.

## Înființare
Situl Karviná - rybníky a fost declarat sit de importanță comunitară în aprilie 2005 pentru a proteja 1 specie de animale. Situl a fost protejat și ca arie specială de conservare în iunie 2016.

## Biodiversitate
Situată în ecoregiunea continentală, aria protejată nu include niciun habitat protejat.
La baza desemnării sitului se află o specie protejată de  nevertebrate: Osmoderma eremita.